# Orientacja allopsychiczna
Orientacja allopsychiczna – świadomość miejsca, czasu, przestrzeni i sytuacji własnej.
Np.: dana osoba wie, jaki jest dzień tygodnia, pora roku; rozpoznaje miejsce, w którym się znajduje, czy w jaki sposób znalazła się w obecnej sytuacji.